# Oliveira
Ли Пейнань (кит. 李培楠, род. 28 июня 2000, Пекин, Китай), более известный под своим никнеймом Oliveira, — китайский профессиональный игрок в StarCraft II, играющий за расу терранов и выступающий за команду DKZ Gaming с 2023 года. Чемпион мира 2023 года по версии ESL Pro Tour 2022/2023, а также многократный победитель чемпионатов Китая. По состоянию на 2024 год, за свою карьеру Oliveira заработал более 437 560 долларов призовых.

## Биография
Ли Пейнань родился в 2000 году в Пекине. Киберспортивную карьеру начал в возрасте 14 лет под псевдонимом TIME. В ноябре 2017 года TIME победил на китайском отборочном турнире на 2018 WCS Leipzig. Также Ли стал чемпионом Китая по версии Gold Series Pro-League 2017 Grand Finals. В 2019 году TIME прошёл на мировой финал StarCraft II World Championship Series, став первым в истории китайским профессиональным игроком в StarCraft II, приглашённым на BlizzCon.
В 2022 году Ли Пейнань сменил свой ник на Oliveira в честь бразильского чемпиона UFC в лёгком весе Шарлиса Оливейры. В 2023 году Oliveira победил на чемпионате мира IEM Katowice 2023, став первым чемпионом мира по StarCraft из Китая. На пути к финалу он победил Риккардо «Reynor» Ромити, действующего серебряного чемпиона, а также Ким «herO» Джун Ху и Чо «Maru» Сон Чу. На момент начала турнира Oliveira занимал 21-е место в мировом рейтинге; в четвертьфинале он считался слабейшим игроком из оставшихся, аналитические системы оценивали вероятность его победы на турнире в 0,37 %.
В начале 2025 года объявил о завершении профессиональной киберспортивной карьеры.

## Достижения
- GPC 2017 Grand Finals (1 место)
- GPC 2018 Grand Finals (1 место)
- 2018 WCS Montreal (3—4 место)
- 2019 WCS Winter Americas (4 место)
- GPC 2019 Grand Finals (1 место)
- DH SC2 Masters 2020 Summer: China (1 место)
- DH SC2 Masters 2020 Fall: China (1 место)
- DH SC2 Masters 2020 Winter: China (1 место)
- DH SC2 Masters 2021 Summer: China (1 место)
- DH SC2 Masters 2021 Fall: China (1 место)
- DH SC2 Masters 2021 Winter: China (2 место)
- DH SC2 Masters 2021: Last Chance 2022 (3—4 место)
- DH SC2 Masters 2022 Valencia: China (1 место)
- DH SC2 Masters 2022 Atlanta: China (1 место)
- IEM Katowice 2023 (1 место)